# كوين بورتر
كوين بورتر (بالإنجليزية: Quinn Porter)‏ هو لاعب كرة قدم أمريكية أمريكي، ولد في 2 فبراير 1986 في لوس أنجلوس في الولايات المتحدة.

## وصلات خارجية
- كوين بورتر على موقع مرجع كرة القدم المحترفة.كوم (الإنجليزية)